# 小山明子
小山 明子（こやま あきこ、1935年（昭和10年）1月27日 - ） は、日本の女優。
千葉県生まれで神奈川県横浜市鶴見区育ち。藤沢市在住。戸籍名は大島 明子（おおしま あきこ）。旧姓・臼井。
夫は映画監督の大島渚。叔父は社会運動史研究者の小山弘健。

## 来歴・人物

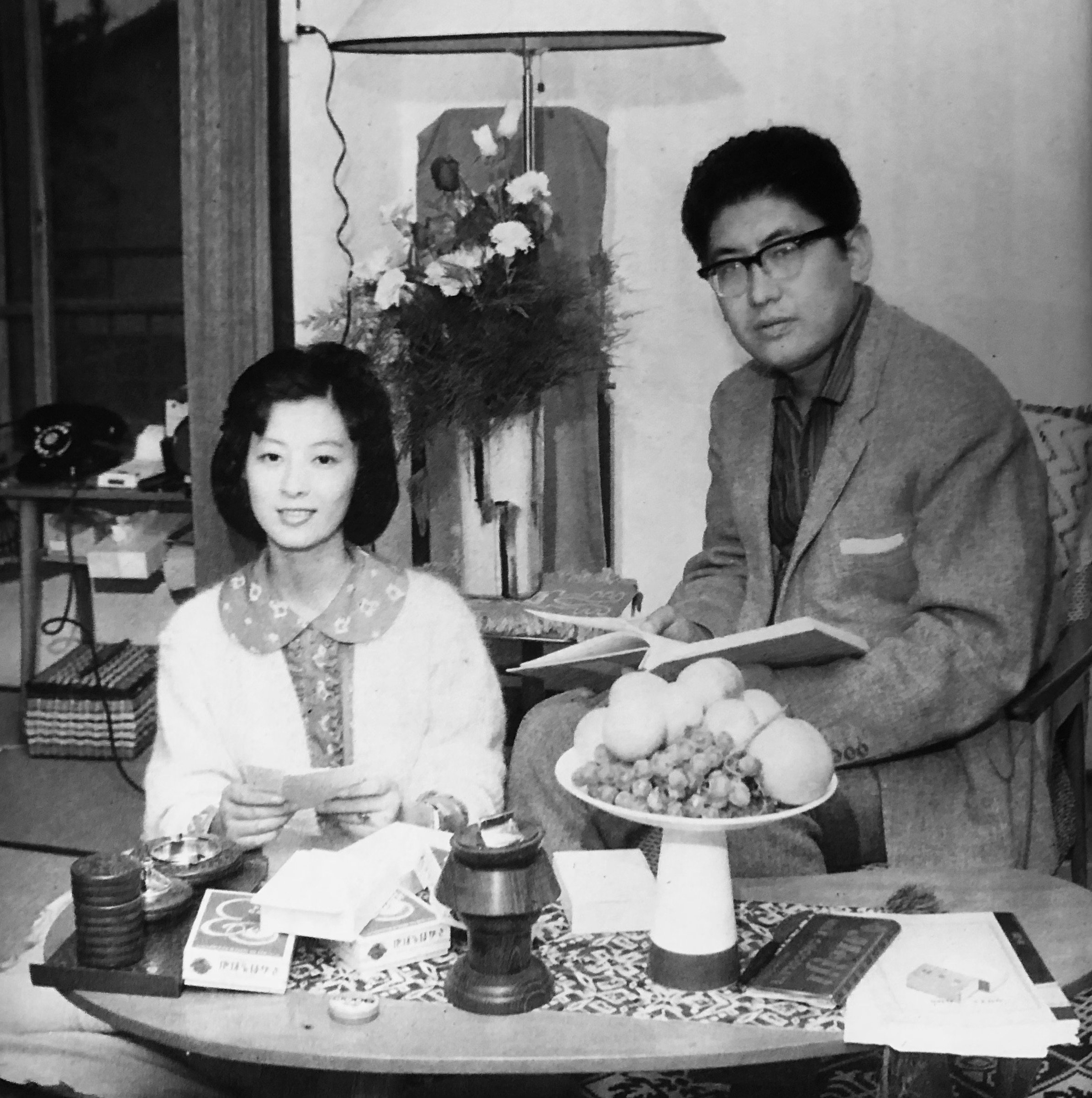
小山明子と大島渚（1960年）

1950年、男女共学化初年度の神奈川県立鶴見高等学校に入学。靴箱にラブレターがあふれ、通学路で声をかけられた卒業生と交際したこともあった。秋に女子の制服が制定されると、新設された家庭科室で3カ月かけて自分の制服を縫った。進路を決める時期にその経験を思い出し、デザイナーを志して洋裁の大谷学園に進学。学内のファッションショーに出演し、そのときの写真がきっかけで一度だけ『家庭よみうり』のカバーガールとなり、スカウトされて松竹に入社した。1955年、松竹映画『ママ横をむいてて』でデビュー。当時、松竹の助監督だった大島渚と仕事を通じて知り合い1960年に結婚した。大島からのプロポーズの言葉は「百貨店の物を何でも買ってあげるから」。翌年、松竹を退社。
花登筺のテレビドラマ『道頓堀』（1968年）では、往年の浪速情緒あふれる大阪の女性を演じ、同じく花登作の1976年放送のテレビドラマ『あかんたれ』及び1978年の続編『続・あかんたれ』でも、明治大正期に格式の厳しかった大阪船場の成田屋のご寮さん・おひさ役を演じた。
1996年に夫の大島が脳出血で倒れてからは、長時間拘束される女優業から距離を置いて、夫の介護に専念するようになる。介護疲れと大島プロダクションの職員からの介護に関係した暴言を原因とするうつ病を発病するが克服した。
2001年に個人事務所・小山明子事務所を設立し、介護をテーマにした講演会の講師やコメンテーター、執筆を中心に活動している。特に著作では、『パパはマイナス50点』で、2008年、第25回日本文芸大賞エッセイ賞を受賞し、2010年には『小山明子のしあわせ日和』を出版している。
2013年1月15日午後3時25分、大島が肺炎により80歳で死去。小山は大島の亡くなった翌日も、気丈に舞台の主役を務めた。舞台終わりのインタビューでは、時折涙で声を詰まらせながらも亡き夫に対して「ご苦労さまでした。もう何も悔いはありません」と応えている。葬儀では喪主を務め、数多くの参列者へ感謝の言葉を述べていた。
2013年2月23日公開の映画「インターミッション」（樋口尚文監督）で四半世紀ぶりに映画出演を果たしている。
2021年、第44回日本アカデミー賞会長功労賞を受賞。

## 家族
長男は1963年（昭和38年生まれ）で東京工芸大学教授の大島武、次男は1969年（昭和44年生まれ）で元フジテレビディレクター、映画監督の大島新。

## ミュンヘン日本映画見本市
1959年（昭和34年）3月2日から3月6日まで開催された「ベルリン日本映画芸術の日」と3月6日から11日まで開催された「ミュンヘン日本映画見本市」に出席のため、3月1日、山梨稔（新東宝専務）、池広利夫（大映営業渉外部長）や芦川いづみ（日活）、大川恵子（東映）、大空眞弓（新東宝）、司葉子（東宝）、若尾文子（大映）ら他の映画会社各社代表女優たちと共に松竹代表女優としてドイツへ出発。1日、ベルリン着。ベルリンでの宿泊先はヒルトン・ベルリン。3日、記者会見。4日、CCCスタジオ訪問。
5日、ベルリンを出発しミュンヘンに到着。ミュンヘンでの宿泊先はケンピンスキー・ホテル・フィア・ヤーレスツァイテン（Hotel Vier Jahreszeiten (München)）。7日、記者会見。9日、女優たちのサイン会が開催された。10日、バヴァリア・スタジオ（Bavaria Film）見学。11日の見本市終了後、ロンドン・パリ・ジュネーヴ・チューリッヒ・ローマ・香港（香港以外順不同）に立ち寄り、26日、山梨（新東宝専務）、芦川、大空と4人で日本航空機で約1か月ぶりに日本に帰朝。帰国時の4人のタラップ（屋根無し）での写真が現存する（小山はファッションとしての帽子と手袋をしている）。
現地で上映された日本映画は『無法松の一生』（第19回ヴェネツィア国際映画祭金獅子賞受賞作品）、『楢山節考』（木下惠介監督版）、『白蛇伝』（アニメーション映画）など。

## 主な出演

1960年

### 映画
松竹
- ママ横をむいてて （1955年） - ナミキ
- あこがれ （1955年） - 清水雪子
- 振袖剣法 （1955年） - おきん
- 新婚白書 （1955年） - 山口春子
- 太陽は日々新たなり （1955年） - 外山純子
- 花ふたたび （1956年） - 娘・まゆみ
- 駄々っ子社長 （1956年） - 香月阿矢子
- 君は花の如く （1956年） - 堀川和歌子
- ここに幸あり （1956年） - 峯南子 ※二部作
- 青空剣法 弁天夜叉 （1956年） - おせん
- 松竹まつりスタア総動員 スタジオ超特急 女優誕生 （1956年）  ※二部作
- 角帽三羽烏 （1956年） - 治夫の娘・木の実
- 鶴八鶴次郎 （1956年） - お新
- 「少年宮本武蔵」より 晴姿稚児の剣法 （1956年） - お孝
- マリヤ観音 前・後篇 （1956年） - 妹・しのぶ
- 阪妻追善記念映画 京洛五人男 （1956年） - 志乃
- ここは静かなり （1956年） - 武田昭子 〈歯科医の義妹〉
- 晴れた日に （1956年） - 雪路 〈佐竹雪子〉
- 君は花の如く （1956年） - 堀川和歌子
- 逃げだした縁談 （1957年） - 小島とみ江
- 勢揃い桃色御殿 （1957年） - 千世
- 白磁の人 （1957年） - 元羽つね美
- 娘三羽烏 （1957年） - 保坂恵美
- 花くれないに （1957年） - 若杉朝子
- 悪魔の顔 （1957年） - 由利
- 青い花の流れ （1957年） - 妹・真子
- 情痴の中の処女 天使の時間 （1957年） - 娘・久美子
- 女だけの街 （1957年） - スーツの娘
- 花は嘆かず （1957年） - 夏川忍
- 家庭教師と女生徒 （1957年） - 石原順子
- “噴水”より 抵抗する年令 （1958年）
- 渡る世間は鬼ばかり ボロ家の春秋 （1958年）
- 黒い花粉 （1958年）
- その手にのるな （1958年）
- 花嫁の抵抗 （1958年）
- 花のうず潮 （1958年）
- 女性についての一〇三章より 新妻と女秘書 （1958年）
- どろんこ天国 （1958年）
- 紅蝙蝠 （1958年）
- 大願成就 （1959年）
- 三羽烏三代記 （1959年）
- 続々禁男の砂 赤いパンツ （1959年）
- 「花粉」より 空かける花嫁（1959年）
- ここに男あり （1959年）
- 夫婦合唱 （1959年）
- 「グッドナイト」より真夜中の処女 （1959年）
- 愛を誓いし君なれば （1959年）
- 幸福な家族 （1959年）
- 禁男の砂 真夏の情事 （1960年）
- 朱の花粉 （1960年）
- 白い波涛 （1960年）
- 痛快なる花婿 （1960年）
- 断崖に立つ女 （1960年）
- 死者との結婚 （1960年）
- 彼女だけが知っている （1960年）
- 日本の夜と霧 （1960年）

フリー
- 飼育 （1961年、大宝）
- 三代の盃 （1962年、大映）
- 小さな冒険旅行 （1963年、日生劇場映画部）
- 関東流れ者 （1965年、東映）
- 続・兵隊やくざ （1965年、大映）
- 若親分喧嘩状（1966年、大映）
- 白昼の通り魔 （1966年、松竹）
- 一万三千人の容疑者（1966年、東映）
- 旅路 （1967年、東映） - はる子
- 続 浪曲子守唄 （1967年、東映） - いく
- 花と果実 （1967年、日活） - 田川光子
- 忍者武芸帳 （1967年、ATG） - 明美
- 日本春歌考 （1967年、松竹） - 谷川高子
- 絞死刑 （1968年、ATG） - 女
- 陸軍中野学校 開戦前夜 （1968年、大映） - 一の瀬秋子
- 戦後最大の賭場 （1969年、東映） - 五木正苗
- 続 女の警察 （1969年、日活） - 西沢久代
- 少年 （1969年、ATG） - 母
- 昭和残侠伝シリーズ 人斬り唐獅子 （1969年、東映） - 皆川雅代
- おんな極悪帖 （1970年、大映） - 梅野
- 喜劇 おめでたい奴 （1971年、東宝） - 仲居風の女
- 儀式 （1971年、ATG） - 桜田節子
- 女番長ブルース 牝蜂の挑戦 （1972年、東映） - 喬子
- 銀蝶渡り鳥 （1972年、東映） - 佳代
- 夏の妹 （1972年、ATG） - 大村ツル
- 子連れ殺人拳 （1976年、東映） - 岡部京子
- 愛のコリーダ （1976年、東宝東和） - 「満左喜」の芸者
- 狭山裁判 （1976年、東映） - 野本せつ
- 犬神の悪霊 （1977年、東映） - 剣持佐和
- 霧の旗 （1977年、東宝） - 河野径子
- 愛の亡霊 （1978年、東宝東和） - 西の家のお内儀
- 卍 （1983年、東映） - 志藤千草
- 赤錆び色の空（1983年） - 竹田尚子
- プルメリアの伝説 天国のキッス （1983年、東宝） - 早坂千枝
- 瀬戸内少年野球団・青春篇 最後の楽園 （1987年、日本ヘラルド映画） - 菜木の母
- テレビに挑戦した男・牛山純一（2012年） - 本人 ※ドキュメンタリーk
- インターミッション（2013年　オブスキュラ・東北新社）－アキコ役

### テレビドラマ
- サンヨーテレビ劇場（TBS）
  - 「霧の中の少女」（1960年12月9日）
  - 「女は同じ物語」（1961年1月6日）
  - 「女であること1 妙子の章」（1961年3月3日）
  - 「女であること2 音子の章」（1961年3月10日）
  - 「女であること3 さかえの章」（1961年3月17日）
  - 「女であること4 市子の章」（1961年3月24日）
- グリーン劇場 第13回「怒りの果実」（1960年12月24日、TBS）
- 愛の劇場「とかく女というものは」（1960年12月26日、NTV）
- NECサンデー劇場「今年も楽しく」（1961年1月1日、NET）
- 月曜劇場「雪国」（1961年1月23日、NET）
- 雑草の歌 第148回「すきま風」（1961年2月1日、KR）
- 名勝負物語 第19回 - 第24回「花の講道館」（1961年3月23日、NTV）
- ヤシカゴールデン劇場「わが町」（1961年4月12日、NTV）
- 宮本武蔵一乗寺の決闘（1961年4月16日、CX）
- 源氏鶏太シリーズ「喧嘩太郎」（1961年4月16日、TBS）
- 検事（1961年、CX）
- 山本周五郎アワー「修業綺譚」（1961年7月12日、TBS）
- 文芸劇場 第1回「湖の娘」（1961年10月6日、NHK）
- 近鉄金曜劇場（TBS）
  - 「家族会議（前編・後編）」（1961年12月15日・22日）
  - 「金色夜叉（後編） 赤樫満枝の巻」（1962年1月19日）
  - 「いつか極光の輝く街に」（1963年8月23日）
- 東芝日曜劇場（TBS）
  - 第267回「はちのすの女たち」（1962年1月14日）
  - 第358回「燃ゆる限り」（1963年10月13日、CBC）
  - 第513回「秋霜」（1966年10月2日、RKB）
  - 第561回「女家族」（1967年9月10日）
  - 第564回「辻が花」（1967年10月1日、HBC）
- 日立ファミリーステージ「影の地帯　前編・後編」（1962年2月20日・27日、TBS）
- 丘は花ざかり（1962年、NTV）
- 松本清張シリーズ・黒の組曲 / 声 （1962年5月10日・11日、NHK）
- 遥かな歌、遥かな里（1962年5月27日、NHK）
- 月と手袋 （1962年7月25日、NHK）
- 柔道一代 （1962年、TBS）
- おかあさん2（TBS）
  - 第191回「私はかもめ」（1963年6月27日）
  - 第225回「悲しげに」（1964年2月20日）
  - 第282回「鍵はいくつに」（1965年4月8日）
  - 第308回「縞のある葉」（1965年10月7日）
  - 第338回「つばめ飛ぶ日に」（1966年5月5日）
- 日本映画名作ドラマ「人情紙風船」（1963年7月14日、NET）
- 七人の刑事 第95話「帰ってきた娘」（1963年7月25日、TBS）
- 悪銭 （1963年、YTV）
- 文芸劇場 第83回「夜の配役」（1963年8月23日、NHK）
- 三匹の侍（CX）
  - 第1シリーズ 第21話「春雷有情」（1964年）
  - 第4シリーズ 第19話「木枯の女」（1967年） - 八枝
- 娘の結婚 第18話「舞いおりた花嫁」（1964年2月12日、NTV）
- 女医（1964年、12ch）
- 父子鷹（1964年、TBS）
- 雲をつかむ男（1964年、KTV）
- 女医記（1964年10月29日、NHK）
- 水戸黄門 第26話（1964年、TBS）
- アジアの曙（1964年、TBS）
- 白い魔魚（1965年、CX）
- うなぎ繁盛記（1965年、NHK）
- 弁慶（1965年 - 1966年、NTV）
- 丹下左膳1（1965年 - 1966年、TBS）
- 源氏物語（1965年、MBS）
- 泣いてたまるか（TBS）
  - 第1話「ラッパの善さん」（1966年）
  - 第35話「翼あれば」（1967年2月26日）
  - 「先生初恋の人に逢う」（1967年5月27日）
  - 「ああ軍歌」（1967年12月10日）
- 日曜日（1966年、NHK）
- グランプリ劇場「宴（うたげ）」（1966年 - 1967年、NTV）
- 新吾十番勝負 第12話「狼谷の決斗」（1966年、TBS / 松竹テレビ室）- 志乃
- うしろ姿（1966年12月15日、NHK）
- 女であること（1967年、MBS）
- 夏の夜の十時シリーズ「死者との結婚」（1967年6月12日、NET）
- ナショナルゴールデン劇場「淵の底」（1968年、NET）
- 道頓堀（1968年、YTV）
- 大奥 第8話「愛妾お伝の方」〜第10話「鼓の音哀し」（1968年、KTV） - 阿久里
- 37階の男 第3話「バラ色の死」（1968年、NTV）
- 帰って来た用心棒 第12話「あの竹薮をぬけて」（1968年、NET）
- ザ・ガードマン 第260話「二人の妻を持つ夫」（1970年、TBS） - 五木夫人
- 銀河ドラマ くやし涙（1970年、NHK） - 稲見律子
- 裁きの家（1970年、KTV） - 小田島優子
- 千葉周作 剣道まっしぐら（1970年 - 1971年、TBS）- 嘉乃（千葉周作の母）
- 花王愛の劇場 氷点（1971年、TBS） - 辻口夏枝
- 大忠臣蔵（1971年、NET） - おまき
- 好き! すき!! 魔女先生 第6話「僕の弟はロボットだ！」（1971年、ABC）
- 挽歌（1971年、NHK）
- 新・平家物語（1972年、NHK） - 美福門院
- 世なおし奉行（1972年、NET） - おくに
- 木枯し紋次郎 第2シリーズ 第9話「錦絵は十五夜に泣いた」（1972年、CX） - 山城屋お紺
- 新諸国物語 笛吹童子（1972年、TBS） - 伊勢
- 大久保彦左衛門（1973年、KTV）
- 必殺シリーズ （ABC / 松竹）
  - 助け人走る （1973年 - 1974年） - 辻綾
  - 必殺仕業人 第4話「あんたこの親子をどう思う」（1976年） - お遊
  - 翔べ! 必殺うらごろし 第2話「突如奥方と芸者の人格が入れ替わった」（1978年）- 琴路
- 度胸時代 （1974年、CBC）
- 赤い迷路 第1話・第7話（1974年、TBS） - 結城妙子[4]
- 伝七捕物帳（NTV） 
  - 第41話「殺しの投げ文」（1974年）- お沙江
  - 第61話「島帰り　涙の呼子鳥」（1975年）- お夏
- 三婆 （1974年、MBS）
- ふりむくな鶴吉 第15話「夫婦筋違橋」（1975年、NHK）
- 斬り抜ける 第17話「綾姫御殿」（1975年、ABC） - くに
- 非情のライセンス（NET）
  - 第2シリーズ 第24話「兇悪の献身」（1975年） - 水科あやか
  - 第2シリーズ 第54話「兇悪の砂丘」（1975年） - 牧原和子
- あかんたれ （1976年 - 1977年、THK） - 成田屋のご尞さん→おひさ
- 土曜ドラマ / 松本清張シリーズ・たずね人（1977年、NHK） - 立花京子
- 横溝正史シリーズ / 犬神家の一族（1977年、MBS） - 犬神梅子
- 続・あかんたれ（1978年、THK）
- コメットさん （1978年 - 1979年、TBS）
- 特捜最前線 第87話「母・殺意のカンバス!」（1978年、ANB）
- じょっぱり（1979年、THK）
- 銀河テレビ小説　冬の祝婚歌（全20話）（1980年、NHK)
- ライオン奥様劇場 徳川の女たち 第三部「哀惜　母ひとり」（1980年、CX） - 滝川
- 火曜サスペンス劇場 高校野球殺人事件（1982年、NTV）
- その時がきた（1982年、MBS）
- 婦警さんは魔女（1983年、TBS） - 辰巳タカ
- 大奥（1983年、KTV）
  - 第1話「大奥誕生」 - 淀君
  - 第12話「見ざる言わざる聞かざる」 - 政尾
- 胸さわぐ苺たち（1983年、TBS）
- 土曜ワイド劇場 結婚案内ミステリー風（1984年、ANB）
- 新春ドラマスペシャル 天璋院篤姫（1985年、ANB）
- 部長刑事 第1379話「消えた身代金」（1985年、ABC）
- 真田太平記（1985年4月〜1986年3月、NHK、NHK新大型時代劇） - 山手殿
- 京一輪（1989年、YTV）
- 珠玉の女（1992年、YTV）
- 織田信長 （1994年、TX） - 土田御前
- 海峡 （2007年、NHK）

### テレビ番組
- たんけんぼくのまち（1984年、NHK） - チョーさんの母

## 著作

### 単著
- 1988年11月『気だて気くばり気ばたらき』リヨン社、ISBN 4576881272
- 2000年12月『いのち、輝く! もう一度メガホンを 大島渚を支えた介護の日々』経済界、ISBN 4766782151
- 2005年9月『パパはマイナス50点 介護うつを越えて夫、大島渚を支えた10年』集英社、ISBN 4087813347
- 2010年10月『小山明子のしあわせ日和』清流出版、ISBN 9784860293369

### 共著
- 1987年2月 『仲よきことは、メイワクか　私たちの人生作法』（大島渚と共著）、文化出版局、ISBN 4579302788
- 1991年5月 『男と女のちょっと気になる話』（大島渚と共著）、三笠書房、ISBN 4837904505